# Millettia extensa
Millettia extensa är en ärtväxtart som först beskrevs av George Bentham, och fick sitt nu gällande namn av John Gilbert Baker. Millettia extensa ingår i släktet Millettia och familjen ärtväxter. Inga underarter finns listade i Catalogue of Life.